# AION
AION（アイオン）は、日本のヘヴィメタルバンド。1983年にIZUMI（G）を中心に結成。「DEATHRASH BOUND」という独自の音楽ジャンルと過激な格好で後のヴィジュアル系バンドに影響を与えた。1991年にメジャーデビュー。

## メンバー
- IZUMI（イズミ、Guitar）

### 旧メンバー
- NOV（ノブ、Vocal）
- TARO（Vocal）
- POTUKUN（Vocal）
- KAMIZI（カミジ、Vocal） - 元エグゾゼ。
- ROD（ロッド、Vocal） - 藤崎賢一。元MEIN KAMPF、後にJUSTY-NASTY、CRAZE。
- SALLY（サリー、Vocal）
- SATORU（サトル、Vocal） - 後にPARANOIA、SWEET DEATH（後のmedia youth）。
- DIE（ダイ、Vocal）
- HISAYOSHI（ヒサヨシ、Vocal） - 元ROSENFELD。後にROSENFELD再結成。
- DEAN（ディーン、Bass）
- RAY（レイ、Bass）
- HIDEKI（ヒデキ、Drums） - 後にガウチというバンドを東京で結成。POPS/ROCK系オムニバスアルバムに参加。
- 新一（シンイチ、Drums） - 元エグゾゼ。元GargoyleのKATSUJIの実兄。後にインスパイアに加入。
- 愁（シュウ、Drums） - 酒井愁。元Virus。後にMALICE MIZERのサポートドラマーとして活動。
- S.A.B（エス・エー・ビー、Drums） - 佐分利淳。AIONのドラムとしては最長在籍。2009年5月12日に正式脱退。2016年10月2日に逝去。

## 概要
1983年にIZUMI（G）を中心に結成し、AIONと命名。大阪の心斎橋BAHAMAで初ライヴを行う。一度解散したが、IZUMIはバンドMEIN KAMPF（マインカンプ）を経てベースのDEANと共に、1986年にAIONを再結成した。
AION再結成後もヴォーカリストの交代が続いたが、SATORU（Vo）在籍時の1987年に初のEP「HANG ON NIGHT / BLOODY」をリリース。HISAYOSHI（Vo）在籍時の1989年に初のLP『DEATHRASH BOUND』をリリース。NOV（Vo）に交代した1990年には、アルバムのVoパートを差し替えたCD『HUMAN GREIFMAN』をリリース。
1991年10月、NOV、IZUMI、DEAN、S.A.Bのラインナップで、BMGビクターからメジャーデビューを果たす。メジャー活動中にS.A.B（Dr）が脱退し、元Virusの愁が加入。インディーズに戻った後、1997年から2000年末まで、NOV、IZUMIのみで活動した時期もあったが、2001年までにS.A.BとDEANが完全復帰する。
2003年10月にはアルバム「SISTER」をリリースし、20周年鬼燃頼武と銘打った3Daysイベントがラ・ママで行われた。真矢を除くLUNA SEA各メンバー、屍忌蛇、HISAYOSHI、Anchang、NATCHIN（SIAM SHADE）、淳士（SIAM SHADE）、元ΛuciferのYUKIらがゲスト出演し、ゲストがAIONのコピーバンドを組んでAIONと対バンを行った。河村隆一、INORAN、葉山拓亮の3人は、このイベントでユニットを組んで演奏した事をきっかけに、その後Tourbillonとして本格活動を開始した。
2009年5月12日、ドラムのS.A.Bが脱退（2000年頃から椎間板ヘルニアによる座骨神経痛を抱えており、健康上の理由によるもの）。後任はS.A.Bの推薦によりYOUTH-K（元BATCAVE）がサポートメンバーとして参加。
以降S.A.Bは、Myspace上で「WICKED-JOKE-MAN」名義として個人の作品を発表、ドラマーとしてはサポート業を行なっていたが、2010年3月、難病である拡張型心筋症を発症し、現役を退いた。　2016年10月2日、逝去。
2017年4月、NOVとDEANが脱退。

## 作品

### CDシングル

#### 非売品シングル
1. FATALISM （1990.8.3）
  - 中野公会堂で行われた「爆獣暴動GIG」にて配布されたCD。
2. PIECE OF MY LIFE（1991年）
  - 「AIONISM」と「BE AFREID」購入者の先着応募3000名にプレゼントされたCD。

### CDアルバム
1. HUMAN GREIFMAN（1990年） - オリコン・インディーズチャート1位獲得
2. MA-G-MA（1990年） - オリコン・インディーズチャート1位獲得
3. IZUMI（1991年） - オリコン・インディーズチャート1位獲得
  - IZUMIのソロアルバム。
4. AIONISM（1991年）
  - メジャー初アルバム。LUNA SEAのメンバーがコーラスで参加。
5. PLASMATIC MANIA（1992年）
  - 渋谷公会堂ライブ収録。LDでも1000枚限定販売。
6. 愛音〜AION〜（1992年）
7. 聖・愛音（1992年）
8. Z（1993年）
9. Absolute（1994年）
10. FREAK OUT（1995年）
11. Mithras（1997年）
12. EVE（1998年）
  - 2012年3月28日再発売
13. 抹殺の儀式（1999年9月9日）
  - 2012年3月28日再発売
14. 殺傷の礼儀（1999年9月9日）
  - 2012年3月28日再発売
15. 死線の裁き（1999年9月9日）
  - 2012年3月28日再発売
16. MAGNITUDE（2000年）
  - 2012年3月28日再発売
17. SISTER（2003年）
  - 2012年3月28日再発売
18. THREATENED SPECIES MANIA （2011年）
  - 東京・吉祥寺 CRESCENDOライブ収録。
19. NINE BELLS（2012年）
  - セルフカバーベストアルバム。

### 非販売アルバム
1. FIRE BALL（2000年）
2. スペシャル&サウンド&メッセージ（2003年） - 100名限定配布
3. DEMO CD（2004年）
4. スペシャルレアCD Aタイプ（2004年） - 心斎橋バハマで配布
5. スペシャルレアCD Bタイプ（2004年） - 目黒鹿鳴館で配布

### デモテープ（カセット）
1. 解散（1985年）
2. STAND BY LIGHTNING（1987年）
3. CARE KILLED THE CAT（1990年） - 配布
4. PLUTONIUM →IZUMIソロ（1990年） - 限定500本
5. AION SUPER SOFT 01 （1997年） - 爆獣覚醒の会場でMithrasを購入するともらえたデモテープ（プリクラ付き）

### デモテープ（ビデオ）
1. MA-G-MA（1990年） - 配布

### LP
1. DEATHRASH BOUND（1989年）

### EP
1. HANG ON NIGHT / BLOODY（1987年）

### ソノシート
1. GASP FOR BREATH（1990年） - 音楽雑誌「ロッキンf」1990年9月号付録

### DVD
1. 爆獣暴動伝説（2004年） - 2枚組。04年目黒鹿鳴館、心斎橋バハマ、京都次元屋ライブ収録
2. D.B.CLASSICS-MEIN KAMPF-（2004年） - マインカンプのライブ映像
3. D.B.CLASSICS Ⅱ 秘蔵吟醸仕込み！爆獣外伝！！-AION対MEINKAMPF-（2006年）
4. D.B.CLASSICS Ⅱ 秘蔵吟醸仕込み！爆獣外伝！！-番外編-（2006年）
5. Records（2009年）- 2月15日、東京・下北沢 CAVE BEにて行われたライヴ「SABBATH IN JUDGEMENT NIGHT」AIONとしてのS.A.B(Drums)最後のLIVE映像
6. Records version 1.5（2010年）- 2009年12月26日 東京・新宿 MARBLEにて行われたAIONのワンマンライヴ「EXECUTION」序盤に演奏された2曲を収録
7. FIRE BALL DVD＆CD (Digital remastering)（2011年）-2001年12月21日に発売された「FIRE BALL」(VIDEO)のリマスタリング復刻版
8. Records Ⅱ（2011年）- 2009年12月26日、東京・新宿 MARBLEにて行われたライヴ「EXECUTION」収録
9. Records Ⅲ通常版（2011年）- 2010年10月10日、東京・新大久保 CLUB VOICEにて行われたライヴ「MILLION VOLT」収録
10. Records Ⅲ 3D版（2011年）- 上記3D版
11. Records Ⅳ通常版（2012年）- 2011年11月13日、東京・吉祥寺 CRESCENDOにて行われたライヴ「SHOCKWAVE ZONE」収録
12. Records Ⅳ3D版（2012年）- 上記3D版

### VHS
1. 爆獣暴動（1991年） - 中野公会堂ライブ収録
2. FILM PLASMATIC MANIA（1992年） - 渋谷公会堂ライブ収録
3. HISTORY OF AION（1992年） - 応募者抽選500名配布
4. Special Edition in武道館（1993年） - 配布。「TRUTH」「IRA IRA」収録
5. DEATHRASH BOUND SEEK BOOTLEG Vol.1（2000年） - 86年～89年までの未公開映像
6. DEATHRASH BOUND SEEK BOOTLEG Vol.2（2000年） - 90年～94年までの未公開映像
7. DEATHRASH BOUND SEEK BOOTLEG Vol.3（2001年） - 90年からのS.A.B（Dr）在籍時映像
8. DEATHRASH BOUND SEEK BOOTLEG Vol.4（2001年） - 93年からの愁（Dr）在籍時映像
9. DEATHRASH BOUND SEEK BOOTLEG Vol.5（2001年） - 98年SAITO、S.A.Bサポートのライブ
10. DEATHRASH BOUND SEEK BOOTLEG Vol.6（2001年） - 00～01年S.A.B正式復帰後の映像
11. FIRE BALL（2001年） - 配布
12. DEATHRASH BOUND SEEK BOOTLEG Vol.7（2002年） - 01年11月17・18日に目黒鹿鳴館で行われた2day'sライブ収録
13. DEATHRASH BOUND SEEK BOOTLEG Vol.8（2002年） - 01年11月17・18日に目黒鹿鳴館で行われた2day'sライブ収録
14. DOGMA（2002年） - 配布。「HEAD MOVE」収録
15. 爆獣暴動SP（2004年） - 先着30名に配布
16. FIRE BALL